# Astragalus williamsii
Astragalus williamsii — вид квіткових рослин з родини бобових (Fabaceae). Ареал охоплює такі країни: Канада (Юкон), США (Аляска).

## Середовище
Висота проживання: 600–1800 метрів. Це багаторічна трав'яниста рослина, яка росте на дернових берегах струмків та навколо осик, у відкритих лісах та на піщаних або гравійних річкових урвищах, вздовж берегів струмків, а також була знайдена на ґрунті у випалених ялинових лісах. Наразі немає відомих серйозних загроз для цього виду.